# Petra Müssig
Petra Müssig (* 1965 in Konstanz) ist eine deutsche Snowboarderin. Sie war 1987, 1988 und 1989 Weltmeisterin und in den Jahren 1987 bis 1993 dreizehn Mal Weltcup-Gesamtsiegerin im Snowboarden.

## Leben
Petra Müssig begann im Alter von vierzehn mit dem Snowboarden. 1987 trat sie bei ihrem ersten internationalen Wettkampf an. In den Jahren 1987, 1989 und 1990 errang sie den Weltmeistertitel Snowboarding. In Bezug auf Anzahl der Titel und Diversität der fünf Teildisziplinen ist Petra Müssig bis 2008 die erfolgreichsten Snowboard-Wettkämpferin in der Geschichte dieses Sports. Petra Müssig, in Szenekreisen die „Grande Dame des Snowboarding“ genannt,  begleitete mit ihren sportlichen Erfolgen die ersten Jahre dieses jungen Sportes und gilt als Pionierin des Snowboarding. Zwischen 1987 und 1993 gelang ihr dreizehn mal der Weltcup-Gesamtsieg Snowboard.
1987 war Petra Müssig Gründungsmitglied des ersten Snowboardverbandes in Deutschland. Von 1994 bis 1996 war sie Trainerin der Slowenischen Jugendnationalmannschaft und von 2003 bis 2005 Bundestrainerin der deutschen Snowboard Freestyle-Nationalmannschaft. Als Pressesprecherin vertrat sie bis 1993 die Belange der Internationalen Snowboarding Federation 1993 zog sie sich aus dem internationalen Wettkampfgeschehen zurück.
Müssig erhielt eine kaufmännische Ausbildung und war nach dem Ende ihrer Profikarriere in der Sportindustrie in den Bereichen Marketing und Pressearbeit tätig. Heute leitet Müssig gemeinsam mit ihrem Lebensgefährten ein Aus- und Weiterbildungsinstitut in der Erwachsenenbildung. 2018 beendete Müssig die Ausbildung zur Lehrerin für MBSR (mindfulness based stress reduction). Sie ist die Autorin der Bücher Erfolg ist Kopfsache (2009) und Berggenuss statt Höhenangst (2011).

## Erfolgsbilanz
ISA = International Snowboard Association; NSBA = National Snowboards Association of America; ISF = International Snowboard Federation (Nachfolgeorganisation der ISA)
- 1987 ISA Weltmeisterin Halfpipe, Livigno; ISA Weltmeisterin Downhill, St. Moritz
- 1988 ISA World-Cup Siegerin Overall, Slalom, Halfpipe and Super G; ISA Europameisterin Slalom and Super G; ISA Vize-Europameisterin Halfpipe and Buckelpiste
- 1989 ISA World-Cup Siegerin Overall, Slalom, Halfpipe; NSBA Weltmeisterin Slalom Breckenridge; ISA Europameisterin Overall, Slalom, Buckelpiste
- 1990 ISA World-Cup Siegerin Overall, Slalom, Buckelpiste; ISA Vize World-Cup Siegerin HalfPipe
- 1991 ISF Vize World Pro Tour Siegerin Slalom und Overall
- 1992 ISF Vize World Pro Tour Siegerin Overall; ISF Vize Europameisterin Halfpipe
- 1993 ISF World Pro Tour Siegerin Overall; ISF Vice World Pro Tour Siegerin Slalom; ISF Vize Weltmeisterin Overall Ischgl 93

| Personendaten    | Personendaten          |
| ---------------- | ---------------------- |
| NAME             | Müssig, Petra          |
| KURZBESCHREIBUNG | deutsche Snowboarderin |
| GEBURTSDATUM     | 1965                   |
| GEBURTSORT       | Konstanz               |